# میزوکی یاماموتو
میزوکی یاماموتو (انگلیسی: Mizuki Yamamoto؛ زادهٔ ۱۸ ژوئیهٔ ۱۹۹۱) بازیگر، و مدل (شخص) اهل ژاپن است. وی از سال ۲۰۰۹ میلادی تاکنون مشغول فعالیت بوده‌است.
از فیلم‌ها یا برنامه‌های تلویزیونی که وی در آن نقش داشته‌است می‌توان به ساداکو مقابل کایاکو اشاره کرد.